# 塔尔法亚省

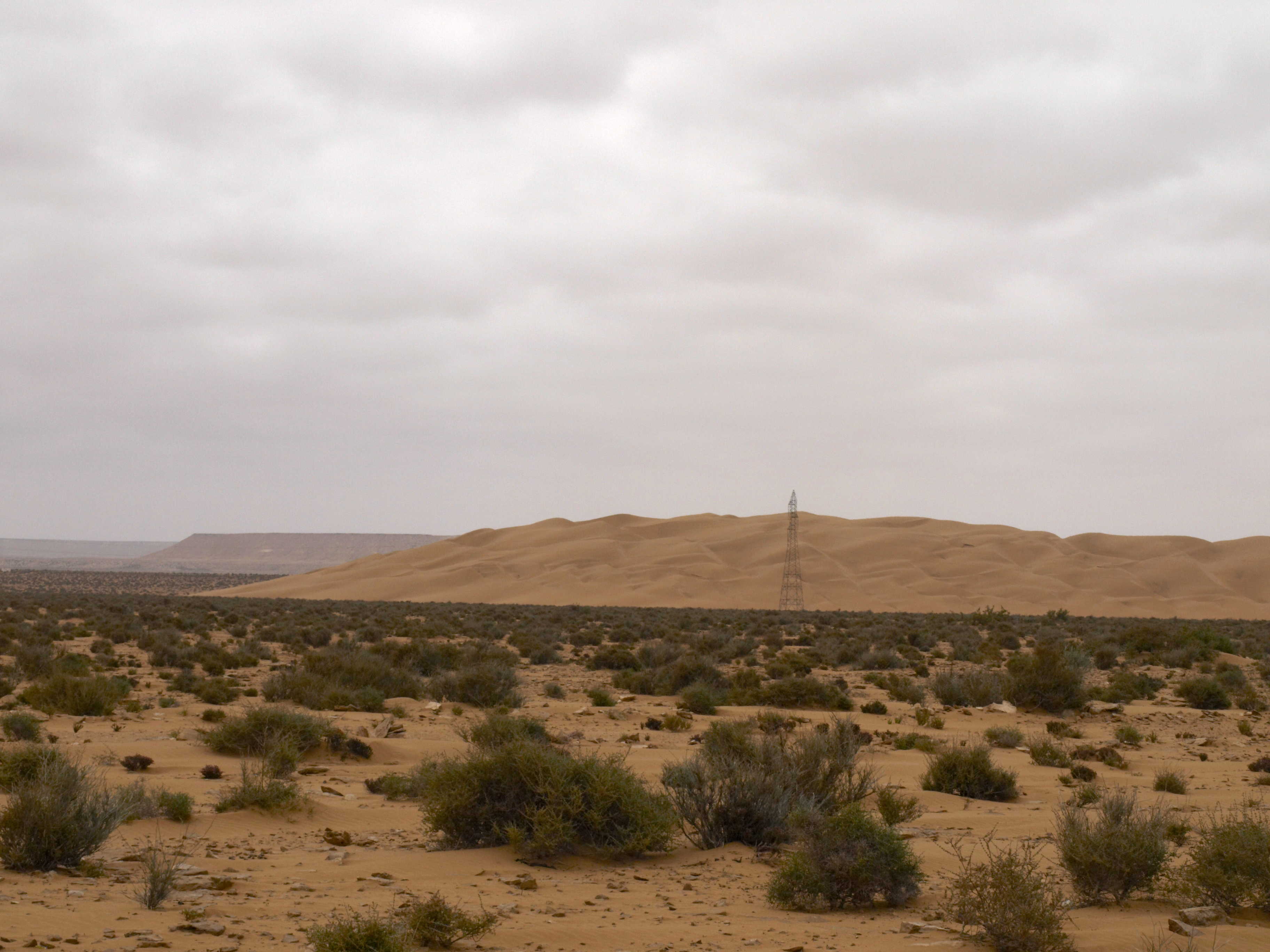
肯尼菲斯国家公园的沙丘

塔尔法亚省（英語：Tarfaya Province），是摩洛哥的一个省，属于阿尤恩-薩基亞-阿姆拉大區。首府是塔尔法亚。面积包括1975年以前摩洛哥领土的西南部，以及有争议的西撒哈拉领土的北部。2004年的人口是10420。它的主要城镇、首府是塔尔法亚。
该省的东北部有肯尼菲斯国家公园。